# Ryan Rohlinger
Ryan Lee Rohlinger, född den 7 oktober 1983 i West Bend i Wisconsin, är en amerikansk före detta professionell basebollspelare som spelade fyra säsonger i Major League Baseball (MLB) 2008–2011. Rohlinger var infielder, mest tredjebasman.

## Karriär

### Major League Baseball

#### San Francisco Giants
Rohlinger draftades av St. Louis Cardinals 2005 som 650:e spelare totalt, men skrev inte på utan spelade ett år till för University of Oklahoma. Året efter draftades han av San Francisco Giants som 176:e spelare totalt och redan samma år gjorde han proffsdebut i Giants farmarklubbssystem.
Rohlinger debuterade för Giants i MLB den 13 augusti 2008. Den säsongen spelade han 21 matcher för Giants, men hans slaggenomsnitt var bara 0,094. De två följande säsongerna spelade han varje säsong bara tolv matcher för Giants, även då med låga slaggenomsnitt (0,158 respektive 0,200). Hans sista säsong för Giants var 2011, men då fick han bara spela en match. Totalt spelade han 46 matcher för Giants med ett slaggenomsnitt på 0,134, inga homeruns och sju RBI:s (inslagna poäng). Rohlinger fick aldrig mer spela någon match i MLB.

#### Colorado Rockies
I början av juni 2011 togs Rohlingers kontrakt över av Colorado Rockies, men han fick bara spela för Rockies högsta farmarklubb. Efter säsongen blev han free agent.

#### Cleveland Indians
Inför 2012 års säsong skrev Rohlinger på för Cleveland Indians. Där fick han mest spela för klubbens näst högsta farmarklubb. Vid säsongens slut blev han free agent igen, men året efter skrev han på för Indians igen och den säsongen och nästa fick han spela för den högsta farmarklubben. Efter 2014 års säsong blev han free agent igen. Återigen skrev han dock på för Indians och tillbringade 2015 i Indians högsta och näst högsta farmarklubb. Detta blev hans sista säsong som proffs.

### Webbkällor
- ”Ryan Rohlinger Stats, Fantasy & News” (på engelska). Major League Baseball. https://www.mlb.com/player/ryan-rohlinger-489262. Läst 9 december 2021.
- ”Ryan Rohlinger Stats” (på engelska). Baseball-Reference.com. https://www.baseball-reference.com/players/r/rohliry01.shtml. Läst 9 december 2021.
- ”Ryan Rohlinger Minor, Fall & Winter Leagues Statistics & History” (på engelska). Baseball-Reference.com. https://www.baseball-reference.com/register/player.fcgi?id=rohlin001rya. Läst 9 december 2021.